# Artace
Artace è un personaggio della mitologia greca. In alcune traduzioni italiane il suo nome diventa Artaceo.

## Il mito
Le Argonautiche di Apollonio Rodio sono l'unica fonte conservatasi in cui si parla del nobile eroe Artace, ricordato come uno dei Dolioni rimasti uccisi insieme al loro giovanissimo sovrano Cizico (chiamato come la capitale del regno) nello scontro armato che ebbero involontariamente con gli Argonauti da loro in precedenza ospitati: fatalità volle che Giasone e compagni, ributtati a causa di una tempesta sulle coste del regno dei Dolioni in una notte senza luna, venissero assaliti da Cizico e alcuni suoi uomini che li avevano scambiati per pirati. Nessun argonauta fu tra le vittime, contro le tredici dell'altra parte: il primo a cadere fu il re, per mano di Giasone, e l'ultimo Artace, vittima di Meleagro al pari di Itimoneo, del quale il poeta ricorda il coraggio:
e Artace, un grande guerriero»
(Apollonio Rodio, Argonautiche, I, traduzione di Guido Paduano)
al generoso Itimoneo la vita

e ad Artaceo primo campion»
(Apollonio Rodio, Argonautiche, I, traduzione di Ludovico Flangini)
Appurato il tragico errore, gli Argonauti resero omaggio al re e agli altri Dolioni morti tumulandoli tutti in un unico, maestoso sepolcro, e con giochi funebri che vennero denominati Giochi Cizici.

## Toponimi
Erodoto riferisce dell'esistenza, al tempo delle guerre persiane, di una località chiamata Artace vicino alla città di Cizico; essa conservava tale nome ancora in epoca cristiana, secondo quanto afferma Procopio di Cesarea.